# Theta Tucanae
Désignations
Theta Tucanae (θ Tuc, θ Tucanae) est une étoile de la constellation du Toucan.
Comme d'autres étoiles de cette constellation, elle a reçu sa désignation Bayer par l'explorateur et astronome français Nicolas Louis de Lacaille en 1756. Elle a été reconnue comme variable en 1971.
Theta Tucanae est une sous-géante blanche de type A de type spectral A7IV avec une magnitude apparente moyenne de +6,11, située à ∼ 423 a.l. (∼ 130 pc) de la Terre. Elle est classée comme une étoile variable de type Delta Scuti et sa luminosité varie de magnitude +6,06 à +6,15 avec des périodes d'environ 70 à 80 minutes,.
Les observations au fil des décennies ont montré que sa couleur change légèrement et qu'elle présente des variations de lumière qui indiquent que l'étoile est en fait une binaire ellipsoïdale avec une période de sept jours. Le système est plus lumineux que prévu, compte tenu du spectre et de la distance de l'étoile primaire, ce qui indique que l'étoile compagnon doit contribuer à une bonne proportion de sa lumière. La modélisation de l'évolution stellaire a conclu que le système a probablement commencé comme un système binaire, avec une étoile d'une masse environ deux fois supérieure à celle du Soleil et l'autre à peu près équivalente à celle du Soleil. La plus grande étoile a fini par vieillir et s'est étendue en utilisant l'hydrogène de son noyau, et a commencé à voir sa masse siphonnée par l'étoile plus petite. Le système est probablement une binaire à éclipses de type Algol à ce stade. Cette étoile semble maintenant être une étoile âgée composée principalement d'hélium avec très peu d'hydrogène et avec une masse de 0.2 M☉ et environ 37 fois la luminosité du Soleil et une température de surface de 7 000 K, tandis que l'étoile autrefois plus petite est la variable Delta Scuti dont la masse est maintenant d'environ 2 M☉. Environ 0.8 M☉ a été perdue par le système au fil du temps.